# Gobi
Gobi (mongolsky Говь, Gov', čínsky 戈壁沙漠, pinyin Gēbì Shāmò, český přepis Ke-pi ša-mo) je jedna z nejstarších a největších pouští světa, ale oproti ostatním suchým oblastem má několik nepravidelností, které ji od ostatních značně odlišují. Rozkládá se v severní Číně a jižním Mongolsku. Poušť je ohraničena pohořím Altaj a travnatými stepmi Mongolska na severu, Tibetskou náhorní plošinou na jihozápadě a Velkou Čínskou nížinou na jihovýchodě.

## Geografie

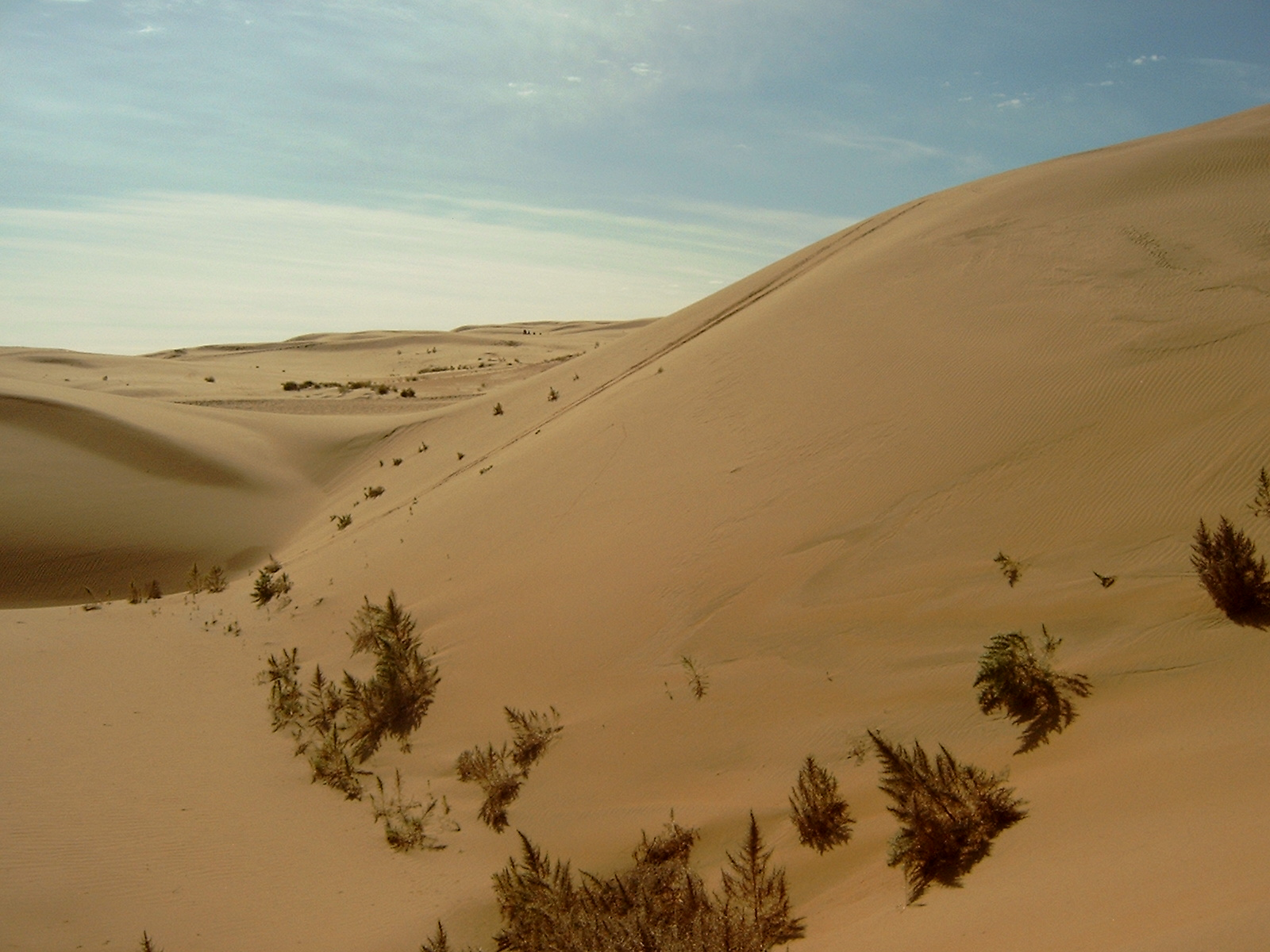
Poušť Gobi v čínské oblasti Vnitřní Mongolsko

Hranice Gobi nejsou přesně a jednotně definovány. Částečně za to může nejednoznačnost samotného výrazu говь, kterým se ve Vnitřním i Vnějším Mongolsku neoznačuje pouze konkrétní území, ale také obecněji typ krajiny. V nejširším smyslu se pod pojem Gobi zahrnují veškeré pouštní oblasti od Pamíru (77° v.d.) k Chinganu (116 až 118° v.d.) a od Altaje, Changaje a úpatí Zabajkalských hor na severu po Kchun-lun a Severočínskou nížinu na jihu. Takové vymezení by pod Gobi řadilo mj. i poušť Taklamakan, Džungarskou pánev a Ordoskou plošinu; tyto pouště nicméně vyplňují své vlastní pánve a přinejmenším z geomorfologického hlediska se považují za samostatné celky.
Théodore Monod naproti tomu omezil Gobi na jih Mongolska a sever Vnitřního Mongolska. Pouštní pohoří Alašan a Pej-šan na západě podle něj už tvoří samostatné celky. Severozápadní hranici tvoří Altaj, na severu Gobi přechází v severomongolskou step, na východě ji ohraničuje Mandžusko. Působením větru se Gobi rozšiřuje dále na jih a místy se blíží na pouhých 70 km k Pekingu.
Rozlohou 1 300 000 km² se Gobi řadí mezi největší pouště na světě. Další primát si Gobi drží vzhledem ke svému geografickému postavení, neboť jde o nejseverněji položenou poušť na zemském povrchu. Do dnešního dne se jedná o velmi málo prozkoumanou část světa. Zabírá přibližně 30 % plochy Mongolska a velké oblasti Číny. Rozkládá se v pánevné oblasti, která je situována do nadmořské výšky přes 1000 metrů, což se projevuje na teplotách zde panujících.
Celá oblast Gobi není pouští v pravém slova smyslu. Na mnoha místech jde spíše o monotónní polopoušť, případně step. Pouhá tři procenta území tvoří typické písečné duny, v Mongolsku nazývané els. Značnou část povrchu tvoří holá skála. V pustině se lze setkat i s jezery, mnohdy slanými.

## Podnebí
Jde o jednu z nejchladnějších pouští, kde se teploty mohou pohybovat mezi -40 °C v zimě až po 40 °C v létě. Průměrné srážky nepřesáhnou 76 mm vody za rok, což řadí poušť mezi jednu z nejsušších oblastí světa; to se projevuje na její obydlenosti, která patří mezi nejnižší na světě. Poušť Gobi však není typickou písečnou pouští (písečné duny zabírají maximálně 3% z celkové rozlohy) - setkáváme i s bohatou biodiverzitou, protože se rozprostírá na obrovském území, kde nechybí hory, lesy či stepi.

## Historie vzniku
Historie vzniku pouště sahá hluboko do minulosti naší planety. Před 300 milióny let v karbonu byla Gobi mořským dnem, ale potom nastala horotvorná činnost, která měla za následek vyvrásnění pohoří Altaj či Ťan-šan. V  druhohorách se Gobi stala úrodnou oblastí, kterou v hojných počtech obývali také neptačí dinosauři (např. dromeosaurid rodu Velociraptor, tyranosaurid rodu Tarbosaurus nebo ornitomimosaur rodu Deinocheirus), jejichž fosilní pozůstatky jsou na poušti nalézány. Proslulé paleontologické expedice do této oblasti byly zahájeny Američany ve 20. letech minulého století. Koncem období křídy (asi před 66 miliony let) začalo docházet k dramatickým klimatickým změnám, které měly za následek změnu srážkového režimu - výrazné omezení srážek, což se projevilo na druhotném vyschnutí řečišť a změně biotopu z bujné vegetace na trávu a keře (což dokazuje například výzkum fosilií ze souvrství Nemegt).
Podle objevů v lokalitě Šabarak-usu ("Planoucí útesy") se jeví jako pravděpodobné, že fosilní úlomky skořápek vajec oviraptorů (nebo příbuzných druhů) používali již kolem roku 8000 př. n. l. neolitičtí obyvatelé pouště Gobi, kteří je opracovávali a navrtávali do podoby "korálků" pro nošení na náhrdelnících a jiných přívěscích.

## Fauna a flóra

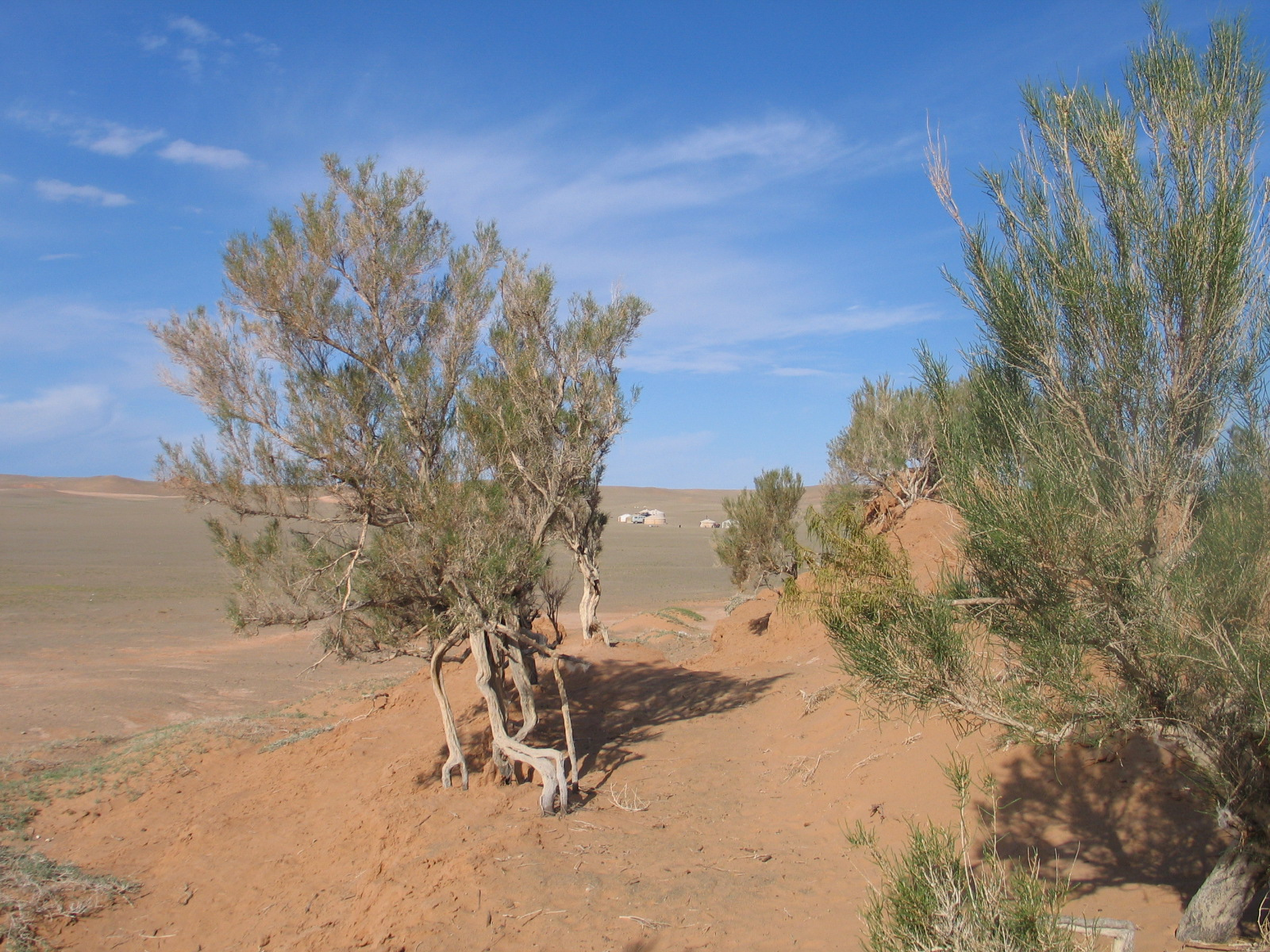
strom v poušti Gobi

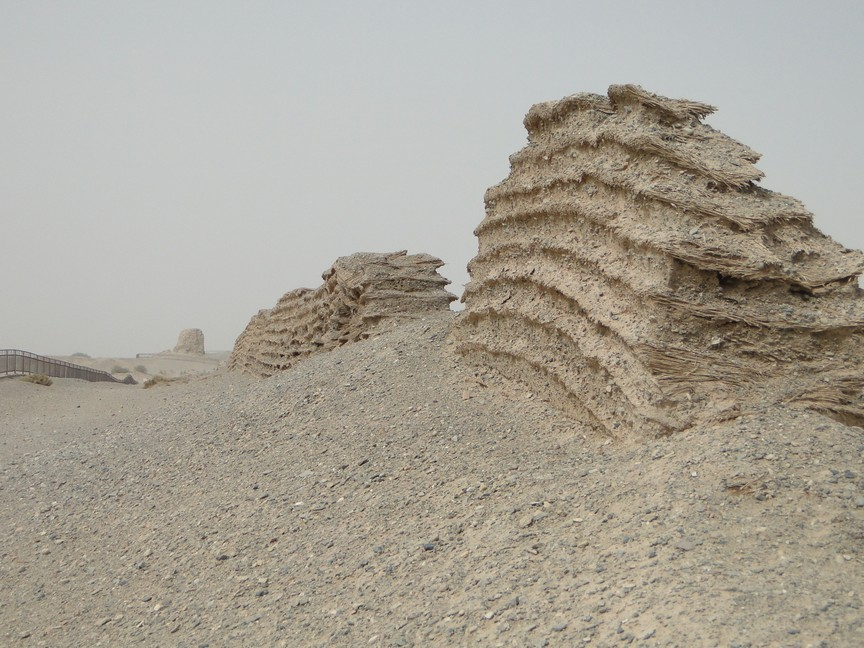
Zbytky Velké čínské zdi v poušti Gobi

Fauna a flora je i v pouštní oblasti bohatá. Mezi zdejší rostliny patří tamaryšek a divoký tymián. Z živočichů se zde vyskytuje např. ovce argali, irbis, kozorožec horský, kriticky ohrožený poddruh medvěda hnědého Ursus arctos gobiensis nebo kůň Převalského. Díky bohatému životu a množství ojedinělých druhů byly velké části Gobi prohlášeny za národní parky. Od roku 1990 je území pouště Gobi o rozloze 5 300 000 ha zapsáno na seznamu biosférických rezervací UNESCO.
Poušť je nalezištěm uhlí, ropy, tyrkysu, achátu, křišťálu a dalších nerostných surovin a minerálů. 
K poušti Gobi se vztahují  mnohé legendy a vyprávění o tajemném živočichu, který se nazývá v místním nářečí Olgoj Chorchoj. Údajně jde o 1 až 1,5 metru dlouhého slepého červa, který by měl žít v písečných oblastech a měl by mít na svědomí i lidská úmrtí.